# Admaston (Shropshire)
Admaston – wieś w Anglii, w hrabstwie Shropshire. Leży 15 km na wschód od miasta Shrewsbury i 213 km na północny zachód od Londynu. W latach 1870–1872 miejscowość liczyła 188 mieszkańców.